# Abjadnanyja Masmiedyi
Abjadnanyja Masmiedyi (Asacyjacyja wydaucou rehijanalnaj presy Abjadnanyja Masmiedyi) – stowarzyszenie Wydawców Prasy Regionalnej Białorusi, powołane przez wydawców 13 białoruskich prywatnych niezależnych gazet regionalnych i lokalnych, o łącznym nakładzie przekraczającym 80 tys. egzemplarzy.
Celem głównym stowarzyszenia jest rozwój warunków sprzyjających prywatnemu biznesowi wydawniczemu. Stowarzyszenie pomaga komunikacji i wymianie doświadczeń między niezależnymi wydawcami gazet, promuje rozwój rynku regionalnego gazet niepaństwowych. Podejmuje wspólne inicjatywy mające na celu poprawę sytuacji ekonomicznej wydawców białoruskiej niezależnej prasy regionalnej i lokalnej. Członkowie stowarzyszenia wydają gazety w języku białoruskim i rosyjskim; wśród tytułów znajduje się Rehijanalnaja Hazieta.
W ramach pogromu niezależnych mediów białoruskich w lipcu 2021 r. przeprowadzono rewizje w redakcjach i dziennikarzach wydawnictw stowarzyszenia, z których część została przesłuchana i aresztowana. Również sprzęt został masowo skonfiskowany dziennikarzom. W rezultacie Rehijanalnaja Hazieta przestała być wydawana.